# Aspidoscelis uniparens
Aspidoscelis uniparens (пустельний батогохвіст) — вид ящірок родини теїдових (Teiidae). Мешкає в США і Мексиці.

## Поширення і екологія
Пустельні батогохвости мешкають на південному сході Аризони, на південному заході Нью-Мексико та на заході Техасу, а також на півночі Чіуауа та в Сонорі. Вони живуть на пустельних луках і в напівпустелях, на рівнинах і пологих передгірських схилах.